# Daniel Bedingfield
Daniel John Bedingfield (né le 3 décembre 1979) est un auteur-compositeur-interprète anglais d'origine néo-zélandaise. Il est le frère de la chanteuse pop Natasha Bedingfield.  

## Carrière
Son single Gotta Get Thru This sorti chez white label connu un succès à travers la scène underground UK garage et devint vite un numéro 1 des charts anglais en décembre 2001. Bedingfield renouvellera la performance avec deux autres singles If You're Not The One et Never Gonna Leave Your Side. Son premier album, Gotta Get Thru This, se classa à la deuxième 
place des ventes d'albums britanniques.
En 2003, il apparait dans l'album de Delirious? ; World Service, comme choriste sur la chanson Every Little Thing. Le 23 mars 2003, il apparait dans un épisode de Popworld.
En 2004, il est récompensé d'un BRIT Award en tant que "Meilleur chanteur britannique". Il signe ensuite chez Universal Music et plus précisément Polydor Records pour son deuxième album Second First Impression qui se place à la huitième position dans son pays. Malgré la moins bonne performance que pour son premier album, de ce dernier sera tout de même extrait les singles Nothing Hurts Like Love qui atteindra la troisième place, Wrap My Words Around You à la douzième et The Way à la quarante-et-unième place.
Il fera une apparition jouant son propre rôle dans la série Sabrina, l'apprentie sorcière.
Bedingfield a signé avec Magus Entertainment et travaille actuellement sur son troisième album prévu pour 2010.
Daniel a coécrit la chanson Works for Me! pour le finaliste d'American Idol David Archuleta. Il travailla également avec Pixie Lott sur son dernier album et participa à l'enregistrement d'un titre d'un membre de The Roots. 
Il sera également présent sur la chanson "Put On A Record, Baby" avec la chanteuse/parolière Kina Grannis.

## Discographie

### Albums Studio
| Année | Album                                                      | Meilleures positions | Meilleures positions | Meilleures positions | Certifications            |
| Année | Album                                                      | UK                   | AUS                  | USA                  | Certifications            |
| ----- | ---------------------------------------------------------- | -------------------- | -------------------- | -------------------- | ------------------------- |
| 2002  | Gotta Get Thru This - Date de sortie : 27 août 2002        | 2                    | 39                   | 41                   | - UK: 5x Platine - US: Or |
| 2004  | Second First Impression - Date de sortie : 8 novembre 2004 | 8                    |                      |                      |                           |
| 2012  | Stop The Traffik - Secret Fear - Date de sortie : 2012     |                      |                      |                      |                           |

### Singles
| Année | Titre                       | Positions   | Positions | Positions | Positions    | Album                   |
| Année | Titre                       | Royaume-Uni | IRE       | AUS       | US Billboard | Album                   |
| ----- | --------------------------- | ----------- | --------- | --------- | ------------ | ----------------------- |
| 2001  | Gotta Get Thru This         | 1           | 15        | 10        | 10           | Gotta Get Thru This     |
| 2002  | James Dean (I Wanna Know)   | 4           | -         | 20        | -            | Gotta Get Thru This     |
| 2002  | If You're Not The One       | 1           | 2         | 14        | 15           | Gotta Get Thru This     |
| 2003  | I Can't Read You            | 6           | -         | -         | -            | Gotta Get Thru This     |
| 2003  | Never Gonna Leave Your Side | 1           | 11        | 30        | -            | Gotta Get Thru This     |
| 2003  | Friday                      | 28          | -         | -         | -            | Gotta Get Thru This     |
| 2004  | Nothing Hurts Like Love     | 3           | 30        | -         | -            | Second First Impression |
| 2005  | Wrap My Words Around You    | 12          | 30        | -         | -            | Second First Impression |
| 2005  | The Way                     | 41          | -         | -         | -            | Second First Impression |

### Autres Singles
| Année | Titre                                     | Positions   | Positions | Positions | Positions |
| Année | Titre                                     | Royaume-Uni | AUS       | NLD       | PL        |
| ----- | ----------------------------------------- | ----------- | --------- | --------- | --------- |
| 2008  | The One - Sharam feat. Daniel Bedingfield | -           | -         | 28        | 1         |